# V. Pudur
V. Pudur là một thị xã panchayat của quận Toothukudi thuộc bang Tamil Nadu, Ấn Độ.

## Nhân khẩu
Theo điều tra dân số năm 2001 của Ấn Độ, V. Pudur có dân số 8037 người. Phái nam chiếm 50% tổng số dân và phái nữ chiếm 50%. V. Pudur có tỷ lệ 69% biết đọc biết viết, cao hơn tỷ lệ trung bình toàn quốc là 59,5%: tỷ lệ cho phái nam là 78%, và tỷ lệ cho phái nữ là 59%. Tại V. Pudur, 11% dân số nhỏ hơn 6 tuổi.